# 双日インフィニティ
双日インフィニティ株式会社（そうじつインフィニティ、英文名称：Sojitz Infinity Inc.）は、東京都港区に本社を置く双日系のアパレル企業である。
アメリカのマックレガーブランドの日本での輸入ならびに発売元のニチメン衣料が前身になっている。旧社名はニチメンインフィニティであり、2009年1月1日に現在の社名に変更した。

## 関連会社
- 瑪格麗格（上海）商貿有限公司

## 展開ブランド
- McGREGOR
- McGREGOR CLASSIC
- Rags McGREGOR
- VESVIO
- MAURIZO BALDASSARI
- VICOMTE A.
- Serge Blanco

ほか
2008年春にBEAMSとコラボレーションした「BUDGE DRAGON」が発売された。